# Distrikt Tambo de Mora
Der Distrikt Tambo de Mora liegt in der Provinz Chincha der Region Ica im Südwesten von Peru. 

## Geografie
Der am 5. Februar 1875 gegründete Distrikt hat eine Fläche von 11,3 km². Beim Zensus 2017 lebten 5434 Einwohner im Distrikt. Im Jahr 1993 lag die Einwohnerzahl bei 4044, im Jahr 2007 bei 4725. Die Distriktverwaltung befindet sich in der 15 m hoch gelegenen Kleinstadt Tambo de Mora mit 5112 Einwohnern (Stand 2017). Tambo de Mora liegt am Nordufer des Río Chico, nördlicher Mündungsarm des Río San Juan, etwa einen Kilometer von der Pazifikküste entfernt. Die Provinzhauptstadt Chincha Alta liegt knapp 7 km nordöstlich. Der archäologische Fundplatz Huaca La Centinela befindet sich nördlich der Stadt Tambo de Mora im äußersten Osten des Distrikts.
Der Distrikt Tambo de Mora erstreckt sich entlang der Küste im Westen der Provinz Chincha. Der Distrikt besitzt eine etwa 9,3 km lange Küstenlinie und reicht knapp 2 Kilometer ins Landesinnere. Der Río Chico durchquert den Distrikt. Unweit der östlichen Distriktgrenze verläuft die Nationalstraße 1S (Panamericana) in Nord-Süd-Richtung. 
Der Distrikt Tambo de Mora grenzt im Norden an den Distrikt Grocio Prado, im Nordosten an den Distrikt Sunampe sowie im Südosten und Süden an den Distrikt Chincha Baja.

## Verkehr
Die Panamericana führt an der Stadt vorbei. 
Von 1898 bis etwa 1940 befuhr die Ferrocarril de Tambo de Mora a Chincha Alta ein kleines Netz, das seinen Betriebsmittelpunkt in Tambo de Mora hatte.